# Sofía Segovia
Sofía Segovia (Monterrey, México) es una escritora, periodista, guionista y tallerista mexicana. En 2015 publicó El murmullo de las abejas bajo el sello Lumen, novela que ha vendido más de 50,000 ejemplares a nivel mundial y ha sido traducida a 20 idiomas, incluyendo el inglés.

## Biografía
Estudió la Licenciatura en Ciencias de la Información y la Comunicación en la Universidad de Monterrey en la generación de 1989. Tras egresar, se inscribió a un taller de creación literaria que ofrecía el periódico El Norte, en el cual surgió su pasión por contar sus propias historias. Terminó de escribir su primer libro, Noches de huracán, en 2003; no obstante, el Consejo para la Cultura y las Artes de Nuevo León lo publicó siete años más tarde. A menudo, la autora ha destacado las dificultades a las que se enfrentó al comienzo de su carrera como escritora al ser de Monterrey, en una época en la que el arte y la creación estaban centralizados en la capital del país. La posibilidad de enviar sus manuscritos por correo electrónico a las editoriales facilitó su ruta a la publicación.
En 2015, la escritora adquirió fama internacional con El murmullo de las abejas, ya que estuvo disponible en todos los países de habla hispana y los Estados Unidos. En 2016, publicó una reedición de Noches de huracán, titulada Huracán, que recibió críticas positivas. Su tercera novela, Peregrinos, se publicó en 2019. Si bien se considera a sí misma una escritora de brújula, a la cual se refiere como «intuición» o «tripa», la escritora ha mencionado que realiza grandes esfuerzos para documentar eventos históricos que fungen como el parteaguas para sus textos, que giran en torno a temas como la apreciación del patrimonio y la memoria histórica.
Desde el 2013, imparte talleres en Fábrica Literaria, de la asociación civil Felipe Montes, y Literálika. Además de la escritura, se ha involucrado en la actuación, el canto y la asesoría de imagen en la política. También ha desarrollado guiones de comedia y comedia musical para teatros en su ciudad natal. Está adscrita al catálogo del sello Lumen, de Penguin Random House Grupo Editorial.

## Obras

### Novela
- Noches de huracán (2009), reeditada como Huracán (2016)
- El murmullo de las abejas (2015)
- Peregrinos (2019)

### No ficción
- De lector a escritor. El manual para contar historias efectivas e inolvidables (2024)